# Kostinskiy (Mondkrater)
Kostinskiy ist ein Einschlagkrater auf der Mondrückseite.
Der Krater liegt im Gebiet nordwestlich des riesigen Kraters Mendeleev, östlich von Fleming, nordöstlich von Guyot und nordwestlich von Ostwald.
Die Entstehungszeit des Kraters fällt in die nektarische Periode.
Kostinskiy hat vier Nebenkrater:
| Buchstabe | Position            | Durchmesser | Link |
| --------- | ------------------- | ----------- | ---- |
| B         | 16,54° N, 119,93° O | 20 km       |      |
| D         | 16,08° N, 123,08° O | 32 km       |      |
| E         | 15,17° N, 122,59° O | 31 km       |      |
| W         | 17,06° N, 115,69° O | 24 km       |      |

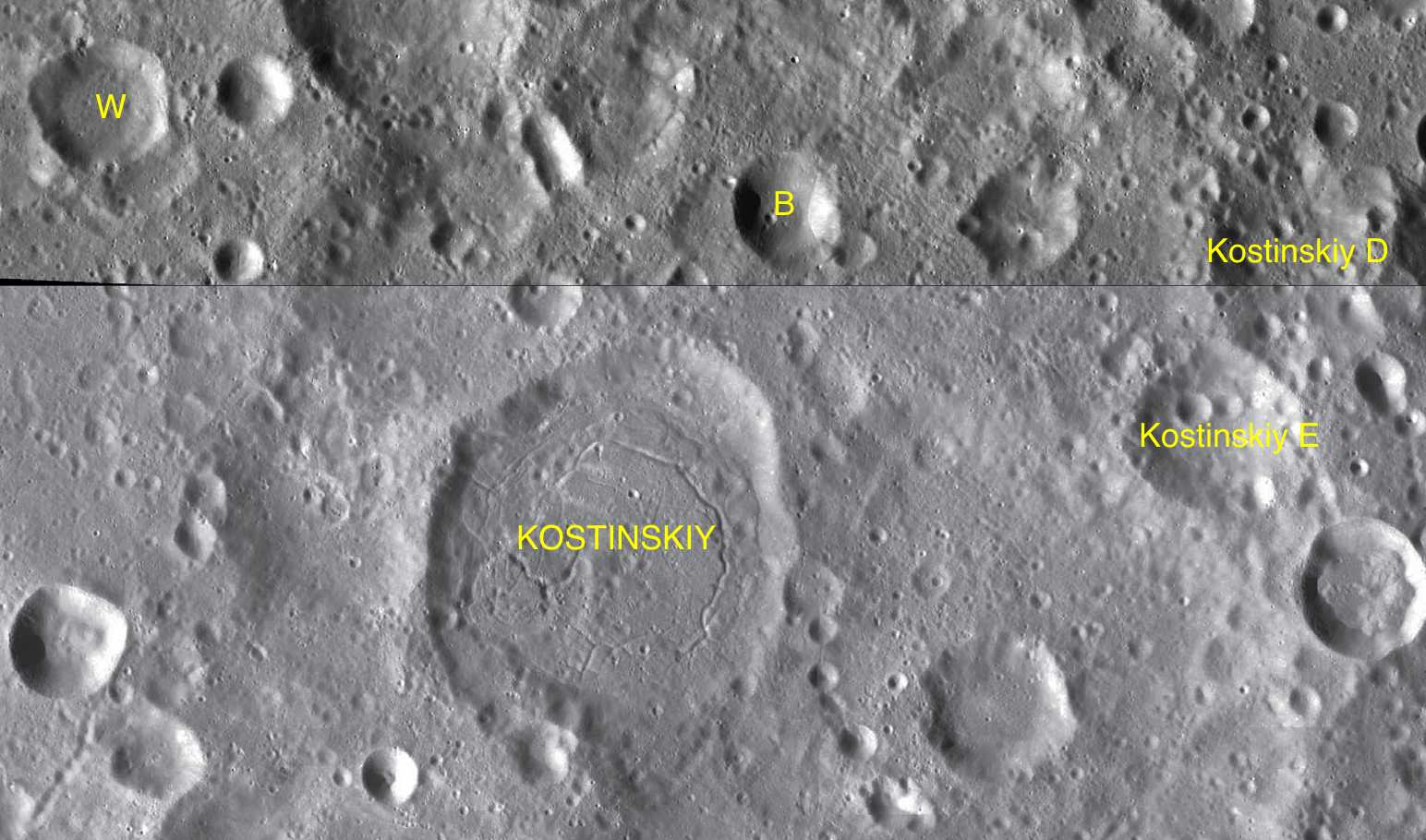
Kostinskiy mit seinen Nebenkratern

Der Krater wurde 1970 von der IAU offiziell nach dem sowjetischen Astronomen Sergei Konstantinowitsch Kostinski benannt.